# TheaterHotel De Oranjerie
TheaterHotel De Oranjerie is gelegen in Roermond en in het bezit van Van der Valk. Het theaterhotel bestaat uit een theater met 794 zitplaatsen, een hotel met 102 kamers, waaronder een bruidssuite, twaalf vergaderzalen, een theatercafé en een brasserie.
De Oranjerie brengt iedere lente een theatermagazine uit waarin alle voorstellingen van het komende jaar staan. In het theater zijn jaarlijks tachtig verschillende producties te zien, waaronder dans, cabaret, toneel en muziek. ’s Winters, van 25 tot en met 30 december, wordt de theaterzaal omgetoverd tot een circus. Tijdens het  Cirque d'Hiver treden diverse professionele artiesten op uit verschillende landen. Cirque d’Hiver is een uniek circus omdat het geheel draait door vrijwilligers.
Het TheaterHotel speelde drie dagen een rol in het vierde seizoen van de talentenjacht Idols van RTL. In die drie dagen was de theaterronde. Het TheaterHotel stond eerder al centraal in het eerste seizoen van Idols.

## Geschiedenis
TheaterHotel De Oranjerie vindt haar oorsprong in 1973. In dat jaar werd begonnen met de bouw van De  Oranjerie. Roermond beschikte toentertijd namelijk niet over een zaal waar kon worden opgetreden. In 1991 had het B&W van Roermond weinig vertrouwen meer in het bestuur van De Oranjerie: er waren veel problemen die niet werden opgelost. Uiteindelijk werd De Oranjerie in 1995 door Van der Valk overgenomen. Van het hele gebouw is alleen de theaterzaal gespaard gebleven. Van der Valk liet een hoteltoren, een café, een restaurant en vergaderzalen bouwen rond de theaterzaal. In 1998 werd De Oranjerie heropend. De naam werd veranderd in TheaterHotel De Oranjerie.

## Micha Wertheim
Op 11 maart 2008 haalde de voorstelling Micha Wertheim voor gevorderden een week lang de voorpagina's en het nationale nieuws nadat een deel van het publiek zich tegen cabaretier Micha Wertheim keerde en hij zijn voorstelling, in De Oranjerie, voortijdig had beëindigd. Tijdens zijn voorstelling had Wertheim een gehandicapte man aangesproken, omdat hij vermoedde dat deze de voorstelling filmde. Het bleek echter te gaan om het display van diens spraakcomputer die door Wertheim per ongeluk werd aangezien voor een mobiele telefoon of camera. Na dit misverstand bood Wertheim zijn excuses aan en vervolgde zijn show, met daarin ook de vaste grappen over gehandicapten. Hierop verliet de gehandicapte bezoeker de zaal. Vervolgens richtte een deel van het publiek zich tegen Wertheim, wat het hem onmogelijk maakte om zijn voorstelling te vervolgen.
De Oranjerie liet vervolgens in een reactie direct na de voorstelling weten dat Wertheim er nooit meer welkom was. Toen bleek dat de directie niet aanwezig was geweest bij het bewuste optreden en nooit contact had opgenomen met Wertheim om diens kant van het verhaal te horen, besloot een aantal vooraanstaande cabaretiers, waaronder Eric van Sauers, Najib Amhali, Marc-Marie Huijbregts, Peter Heerschop, Ronald Goedemondt en Wim Helsen, onder aanvoering van Theo Maassen, om, als steun voor Wertheim, niet meer in De Oranjerie te spelen.